# Eurytoma kemalpasensis
Eurytoma kemalpasensis is een vliesvleugelig insect uit de familie Eurytomidae. De wetenschappelijke naam is voor het eerst geldig gepubliceerd in 1995 door Narendran, Tezcan & Civelek.